# Relations entre l'Espagne et le Maroc
Les relations entre l'Espagne et le Maroc, ou relations hispano-marocaines, sont celles qu'entretiennent deux États géographiquement proches, partageant une longue frontière maritime, mais aussi terrestre le long des présides espagnoles de Ceuta, de Melilla et du peñón de Vélez de la Gomera.

## Migration entre les deux pays

### Immigration marocaine en Espagne
En Espagne il y avait en 2014 quelque 792 158 Marocains recensés, ce qui équivaut à la totalité de la population de la ville de Valence. Des études sociologiques ont montré qu'à la différence d'autres communautés immigrées originaires d'Europe et d'Amérique Latine, la population originaire du Maroc ne se sent pas intégrée au sein de la population espagnole et rencontre des difficultés à s'insérer sur le marché du travail.

### Immigration espagnole au Maroc
On estime que le Maroc aurait compté 5 000 immigrants illégaux espagnols contraints de migrer pendant la crise économique de 2008. Les consulats enregistrent environ quelque 8 000 travailleurs espagnols, mais ce chiffre est vraisemblablement sous-estimé, car beaucoup d'Espagnols résidant de manière permanente au Maroc choisissent de rentrer en Espagne chaque trimestre afin de renouveler leur visa touristique.

## Motifs récurrents de conflits diplomatiques entre les deux pays

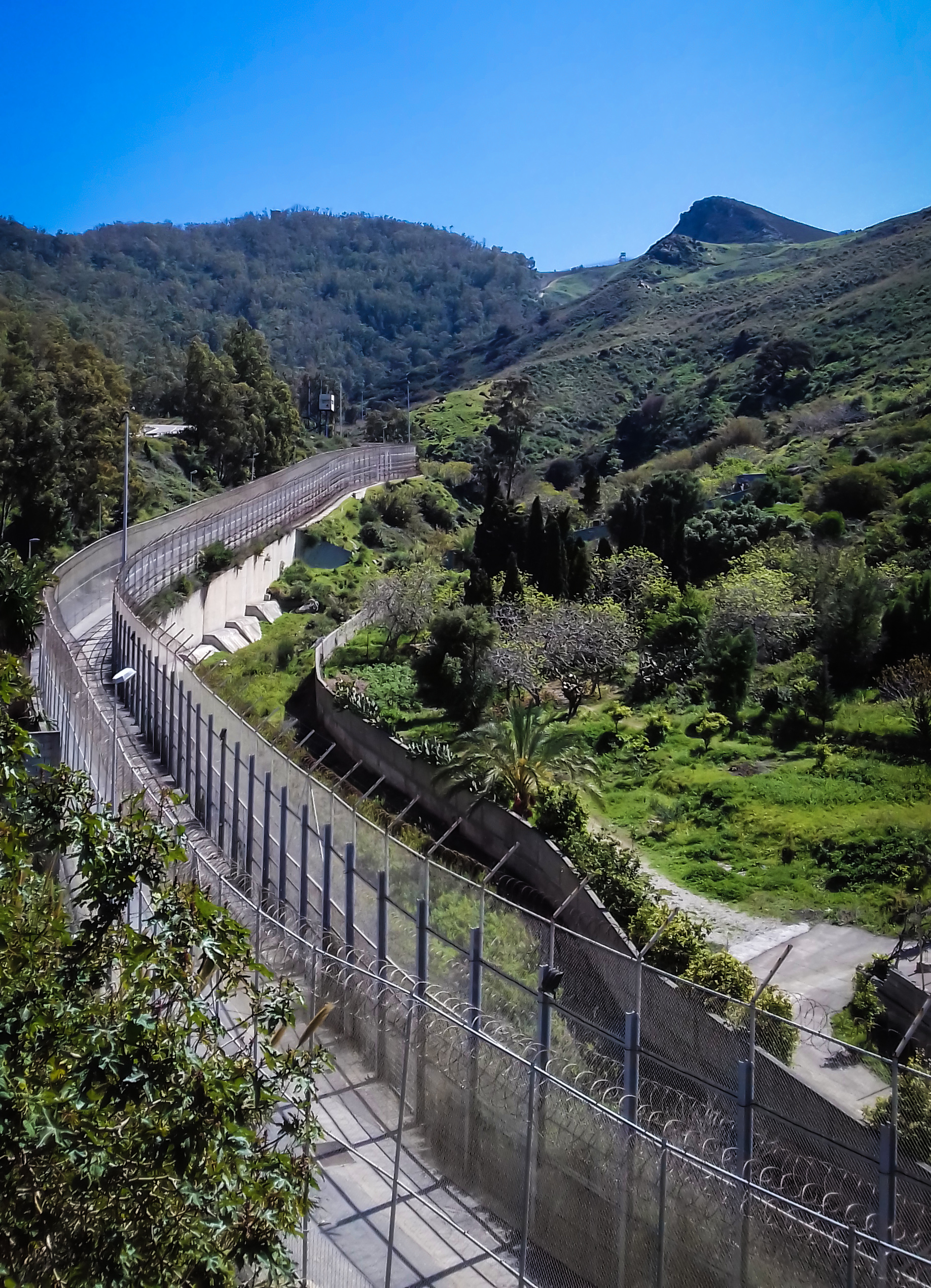
Vue du mur de clôture de Ceuta. La frontière commune entre les deux pays est le point de passage de milliers de voyageurs et subit par ailleurs une pression migratoire considérable.

Les thématiques récurrentes dans les relations diplomatiques entre les deux pays et au cours des XXe et XXIe siècles sont :
- Le sort des plazas de soberanía, les présides espagnoles le long de la côté méditerranéenne marocaine, dont Ceuta et Melilla, que le Maroc réclame[1]. Le Maroc a occupé en 2002 l'îlot Perejil (îlot Leila), au cours de ce qui a été envisagé par les autorités espagnoles comme une tentative d'invasion, occasionnant une grave crise.
- Le dossier du Sahara occidental, ancien territoire colonial espagnol cédé au Maroc sans accord international. L'Espagne réclame que s'applique la feuille de route proposée par l'ONU qui prévoit un référendum d'autodétermination. Le Maroc serait disposé à attribuer davantage d'autonomie à ce qu'il considère désormais comme ses provinces du sud, mais n'est pas disposé à renoncer à sa souveraineté.
- Il existe divers accords commerciaux entre les deux pays. L'accord le plus connu, car il est aussi celui qui a généré le plus de conflit, est l'accord de pêche. La flotte de pêche espagnole, particulièrement canarienne, ne peut se contenter des réserves halieutiques des eaux territoriales espagnoles, et sollicite régulièrement le droit de pêcher dans les eaux sous juridiction marocaine (incluant les eaux du Sahara occidental, de facto marocaines). Le Maroc exige en échange plusieurs conditions, dont le paiement de redevances, l'inclusion de Marocains dans la flotte étrangère[2]...
- L'immigration illégale est un grave problème qu'affrontent les deux pays, riverains d'un des deux principaux couloirs de circulation des migrants entre l'Afrique et l'Europe. Le détroit de Gibraltar et le passage maritime séparant le Sahara des îles Canaries sont chaque année traversés par des milliers de migrants à bord d'embarcations de fortune, occasionnant de nombreux morts. La pression migratoire est également palpable à Ceuta et Melilla, qui ont constamment œuvé à renforcer leurs frontières. Si certains observateurs, comme les autorités hongroises, considèrent la gestion migratoire entre l'Espagne et le Maroc comme un exemple à suivre, de nombreuses organisations non gouvernementales dont Amnesty International dénoncent les violations systématiques des droits de l'homme des deux côtés de la frontière[3],[4]. La traque des migrants illégaux dans le nord du Maroc fait certes diminuer la pression migratoire dans cette zone, mais elle oblige les migrants à chercher des routes plus dangereuses. En contrepartie de son engagement, le royaume chérifien retire de son engagement contre l'immigration clandestine des aides financières directes de la part de l'Espagne et de l'Union européenne ainsi qu'un appui d'ordre politique[5].

## Histoire

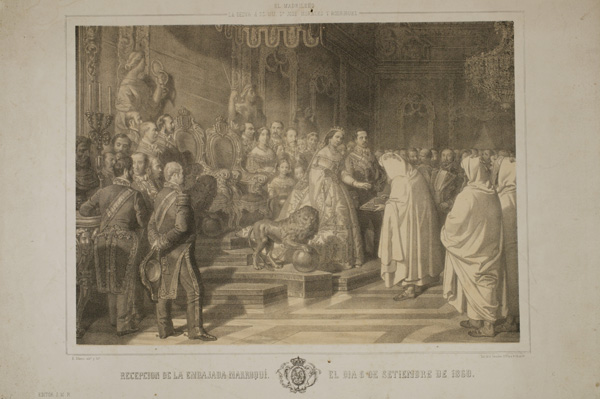
Réception de l'ambassade marocaine en 1860.

### XVIesiècle
- Afrique espagnole
- Présides espagnols sur les côtes marocaines en Méditerranée

### Protectorat espagnol (1912-1956)

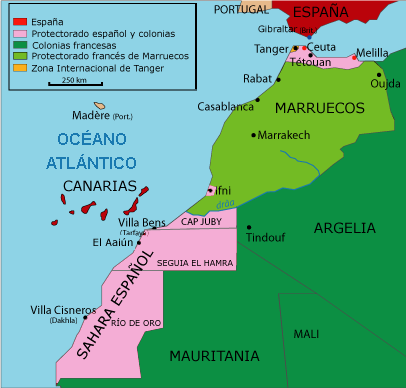
En rose, la zone du protectorat espagnol du Maroc, en vert le protectorat français.

Depuis la seconde guerre hispano-marocaine de 1859-1860, l'Espagne nourrit des visées impérialistes sur le Maroc, qui s'exacerbent lors de la Conférence de Berlin et, plus encore, à la suite de la guerre hispano-américaine, qui liquide les dernières possessions coloniales espagnoles. Le parti africaniste, puissant parmi les officiers de l'armée espagnole, envisage le projet colonial au Maroc comme une revanche. Mais l'entente cordiale entre Britanniques et Français en 1904 douche les espoirs de l'Espagne, qui ne s'adjuge finalement qu'une petite partie du pays.
En 1912, l'État espagnol établit le protectorat au Maroc. Outre les territoires déjà obtenus à l'issue du traité de Wad-Ras en 1860, à savoir l'enclave de Santa Cruz de la Mar Pequeña (appelée à prendre le nom d'Ifni) et les zones de sécurité autour des enclaves de Ceuta et Melilla, l'Espagne obtient à l'issue du traité de Fès un vaste territoire dans le nord du pays compris entre le cours de la Moulouya et le bassin du Loukkos. Outre la zone nord, qui prend pour capitale Tétouan, l'Espagne obtient une autre bande de territoire comprise entre le cours inférieur de l'oued Drâa et la frontière nord de la colonie du Sahara occidental, autour de Tarfaya et de la zone de Cap Juby. En 1913 une rébellion contre l'occupation espagnole est orchestrée par Abdelkrim El Khattabi. L'armée rifaine inflige une sévère défaite aux troupes espagnoles au cours de la bataille d'Anoual, en juillet 1921. Alors que Melilla est assiégée par les armées rebelles, l'État espagnol a été plongé dans une profonde crise qui aboutit à la dictature de Primo de Rivera. Il faut attendre 1925 pour qu'une intervention conjointe des Espagnols et des Français, prenant en étau l'armée rifaine depuis Al Hoceima et depuis la zone français, parvienne à pacifier définitivement la région.
Le gouvernement de la république espagnole n'apporte pas de grands changements au protectorat. Bien que les citoyens marocains aient réclamé l'égalité de traitement avec les citoyens espagnols, le gouvernement n'accorde la citoyenneté qu'aux juifs marocains et a envahi Ifni en 1934. À cette époque, l'Espagne compte 34 000 soldats déployés au Maroc, dont des Marocains. Une force qui joue un rôle clé lors du coup d'État de 1936, puisqu'elle est la première à soutenir le coup de force de Francisco Franco .
Après le débarquement allié au Maroc pendant la Seconde Guerre mondiale, les partis politiques semblent réclamer l'indépendance du Maroc. La France a reconnu l'indépendance du Maroc en 1956, l'Espagne faisant de même le 7 avril de la même année.

### Franquisme (1956-1975)

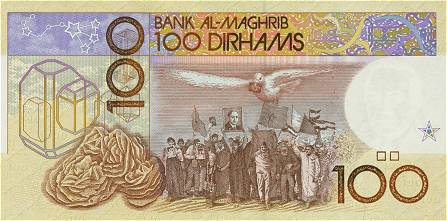
Verso d'un billet de 100 dirhams commémorant la Marche verte.

L'Espagne reconnaît l'indépendance du Maroc le 7 avril 1956. Après de nombreux incidents, le dictateur Francisco Franco invite Mohammed V à Madrid pour accepter de se retirer. L'accord est très défavorable pour l'Espagne, l'indépendance du royaume alaouite étant reconnue sans aucun type de garantie côté espagnol, et assurant la souveraineté des plazas de soberanía mais sans aucune précision quant au territoire concerné.
Malgré l'indépendance des territoires sous protectorat, les pressions nationalistes ne cessent pas et les troupes marocaines redoublent dans la zone sud du protectorat espagnol, autour de Sidi Ifni. Les troupes espagnoles sont assiégées et après un bilan de 300 morts, l'Espagne abaisse le drapeau à Ifni le 30 juin 1969.
Dans ce contexte et avec une énorme pression du gouvernement marocain, alors que le gouvernement espagnol est isolé sur la scène internationale, le Maroc revendique sa souveraineté sur le Sahara occidental. L'Espagne, qui voit également la révolution des œillets se dérouler au Portugal, annonce en 1974 qu'un référendum sur l'indépendance serait organisé pour le premier semestre de 1975. À la suite de la mort de Franco, le gouvernement marocain appelle à une marche civile vers le Sahara occidental pour concrétiser le rattachement du territoire espagnol. Le 6 novembre 1975, 50 000 civils entrent sur le territoire. Le Maroc a le soutien des États-Unis et de la France, qui se positionnent ainsi contre l'Algérie et le Front Polisario, alliés de l'Union soviétique. Enfin, l'Espagne, le Maroc et la Mauritanie signent les accords tripartites de Madrid, de sorte que l'Espagne renonce à sa domination sur le territoire sahraoui. L'ONU n'a jamais reconnu les accords ni la souveraineté du Maroc sur le Sahara.

### De 1975 à nos jours

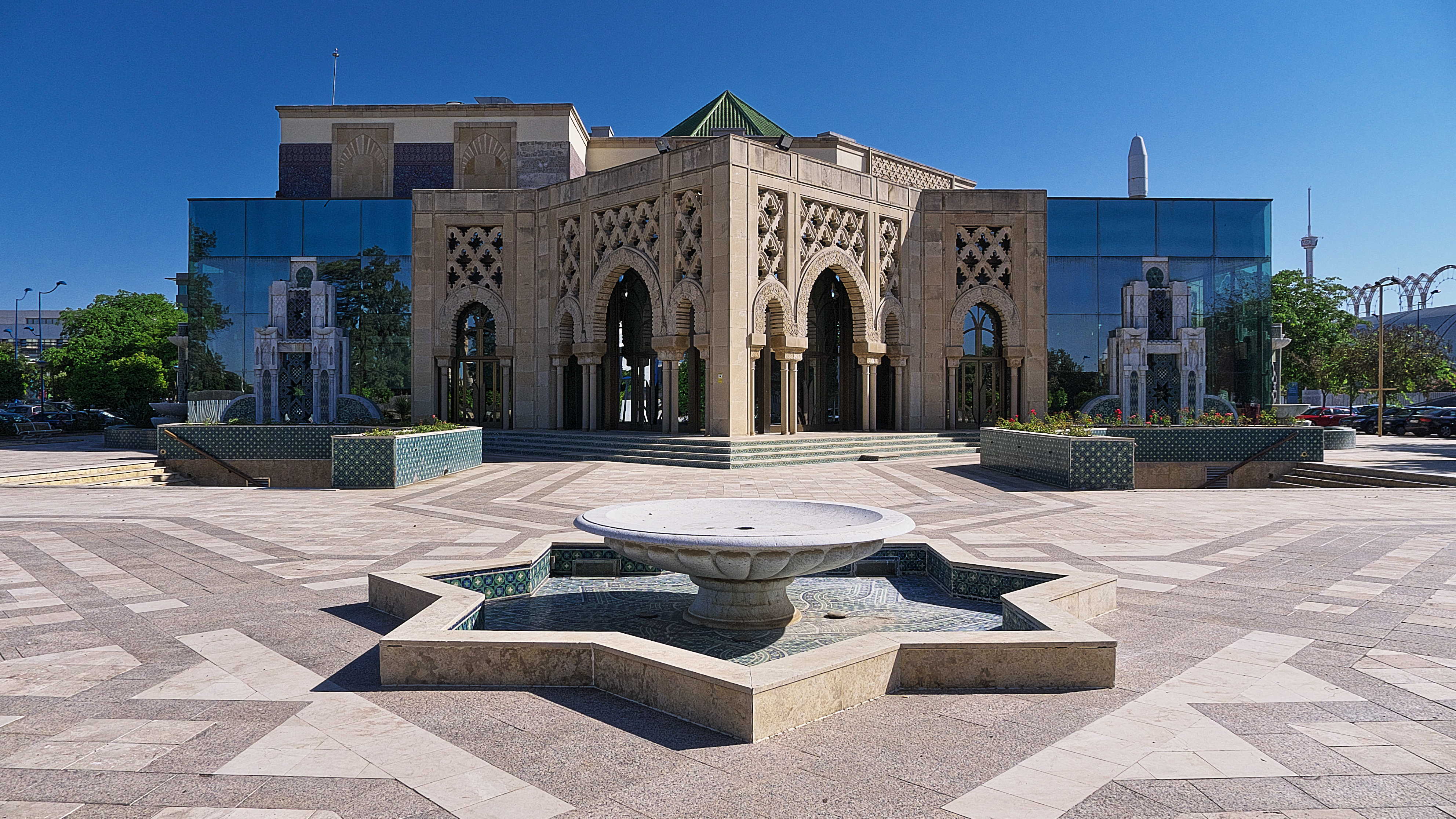
Pavillon marocain à l'Exposition universelle de Séville de 1992.

#### 1975 à 2000
Au cours des années 1980, les relations entre les deux pays demeurent tendues, le gouvernement socialiste étant hostile à l'attitude du Maroc dans le dossier du Sahara occidental. En 1988, un bateau avec des migrants en provenance du Maroc a été photographié pour la première fois sur la plage de Los Lances, à Tarifa. Il s'agirait de la première traversée d'une embarcation de migrants connue. En 1991, le Traité d'amitié, de bon voisinage et de coopération est signé entre les deux pays, offrant un cadre de collaboration économique entre les deux pays. Ce traité oblige également les parties à tenir des réunions de haut niveau sur une base annuelle. En 1995, les deux pays, avec l'Union européenne et d'autres pays du Maghreb, ont lancé le « processus de Barcelone », premier de jalon de l'Association euro-méditerranéenne.
En 1996 débute le renforcement de la clôture de Ceuta. En 1998, des travaux similaires débutent à  Melilla, avec la construction d'un mur renforcé pour empêcher le passage des migrants vers la ville.

#### Depuis 2000

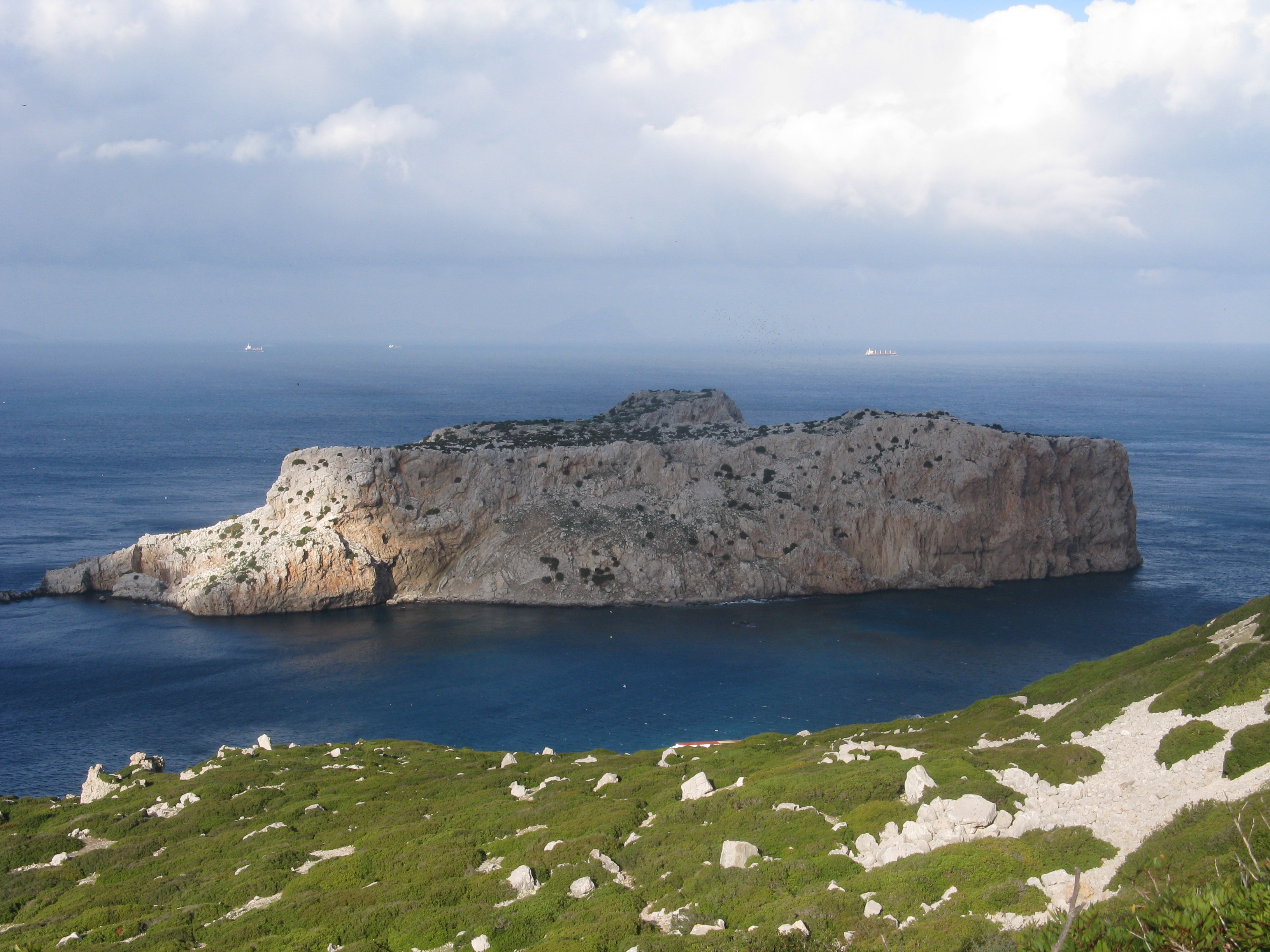
Vue de l'îlot de Persil depuis le continent. Au Maroc, l'îlot porte le nom d'îlot Leïla.

Le 11 juillet 2002 marque le début de la crise de l'îlot Persil. Des membres de la marine royale marocaine occupent l'île inhabitée de Persil, un promontoire inhospitalier situé le long de la côte nord-africaine. Six jours plus tard, le gouvernement espagnol lance l'opération Romeo-Sierra. Vingt-huit membres du groupe d'opérations spéciales de la marine espagnole prennent le contrôle de l'îlot, capturant les six cadets marocains présents, qui n'offrent aucune résistance. La relation diplomatique n'est rétablie qu'en janvier 2003. En juillet, le Maroc se plaint du manque de neutralité espagnol dans le dossier du conflit du Sahara lorsqu'il siège au Conseil de sécurité des Nations Unies, et en octobre, l'Espagne suspend les ventes d'armes au Maroc en raison de la crise de l'îlot de Persil. Le Premier ministre José Luis Rodríguez Zapatero se rend au Maroc en avril 2004, et le roi Juan Carlos effectue également une visite en janvier 2005. Dans les deux cas, des déclarations communes ont été faites pour parvenir à une solution négociée du conflit du Sahara. Cependant, les visites du président et du roi en 2006 et 2007 refroidissent encore une fois les relations. En 2008 toutefois, une autre étape a été franchie dans le « processus de Barcelone » à l'occasion de la création de l'Union pour la Méditerranée, sur proposition du président français, une union à laquelle se joignent l'Espagne et le Maroc.
Malgré les conflits territoriaux, il existe une bonne entente entre les gouvernements et il existe une coopération subordonnée à des intérêts économiques communs, ainsi que dans la lutte contre le terrorisme, la lutte contre le trafic de drogue ou l'immigration illégale. Le Maroc a notamment collaboré avec les autorités espagnoles dans le cadre de l'enquête sur les attentats de Madrid de 2004 et cette relation se poursuit à ce jour. Les soldats marocains servent conjointement sous un commandement espagnol dans la mission de stabilisation des Nations unies à Haïti et des gendarmes marocains se sont joints aux patrouilles espagnoles pour lutter contre l'immigration illégale dans le détroit de Gibraltar.
En 2019, le Maroc décide de mettre fin au « portage », le passage de marchandises transportées à dos d'être humain à travers les frontières de Ceuta et Melilla, qui consistait en une forme de contrebande autorisée. Cette décision a été un naufrage économique pour les deux côtés de la frontière, bien qu'elle ait mis fin à une pratique indigne qui avait causé de nombreux décès parmi les « femmes-mulets ». Le 13 mars 2020, le Maroc ferme la frontière terrestre à Ceuta et Melilla, en pleine pandémie de Covid-19 . Mais malgré la reprise des vols et de trafic portuaire côté marocain, la partie marocaine reporte indéfiniment la réouverture des frontières terrestres avec les enclaves. En décembre 2020, le Premier ministre du Maroc indique que « Ceuta et Melilla sont marocaines, tout comme le Sahara », ce qui conduit le gouvernement espagnol à rappeler son ambassadeur à Rabat pour des consultations.
En janvier 2024, le ministère des Affaires étrangères espagnol a annoncé sur son site officiel, via la section consacrée au Maghreb et au Moyen-Orient, son soutien à une solution politique acceptable par les deux parties dans la question du Sahara. De plus, il a supprimé définitivement un paragraphe antérieur qui soutenait ce qu'il décrivait comme "le droit du peuple sahraoui à déterminer son propre destin",,,,.

## Frontière
Le 24 juin 2022, près de 2 000 migrants et demandeurs d'asile d'Afrique subsaharienne a tenté de traverser le Maroc à l'Espagne en grimpant sur une clôture ce qui a provoqué un affrontement avec les forces de sécurité marocaines et espagnols entraînant de nombreux décès. En juin 2023, Amnesty International a publié une déclaration accusant le Maroc et l'Espagne de ne pas avoir enquêté correctement sur la tragédie qui a entraîné la mort de 20 migrants et réfugiés à la frontière de l'enclave espagnole de Melilla.

## Missions diplomatiques

### Réseau diplomatique espagnol au Maroc

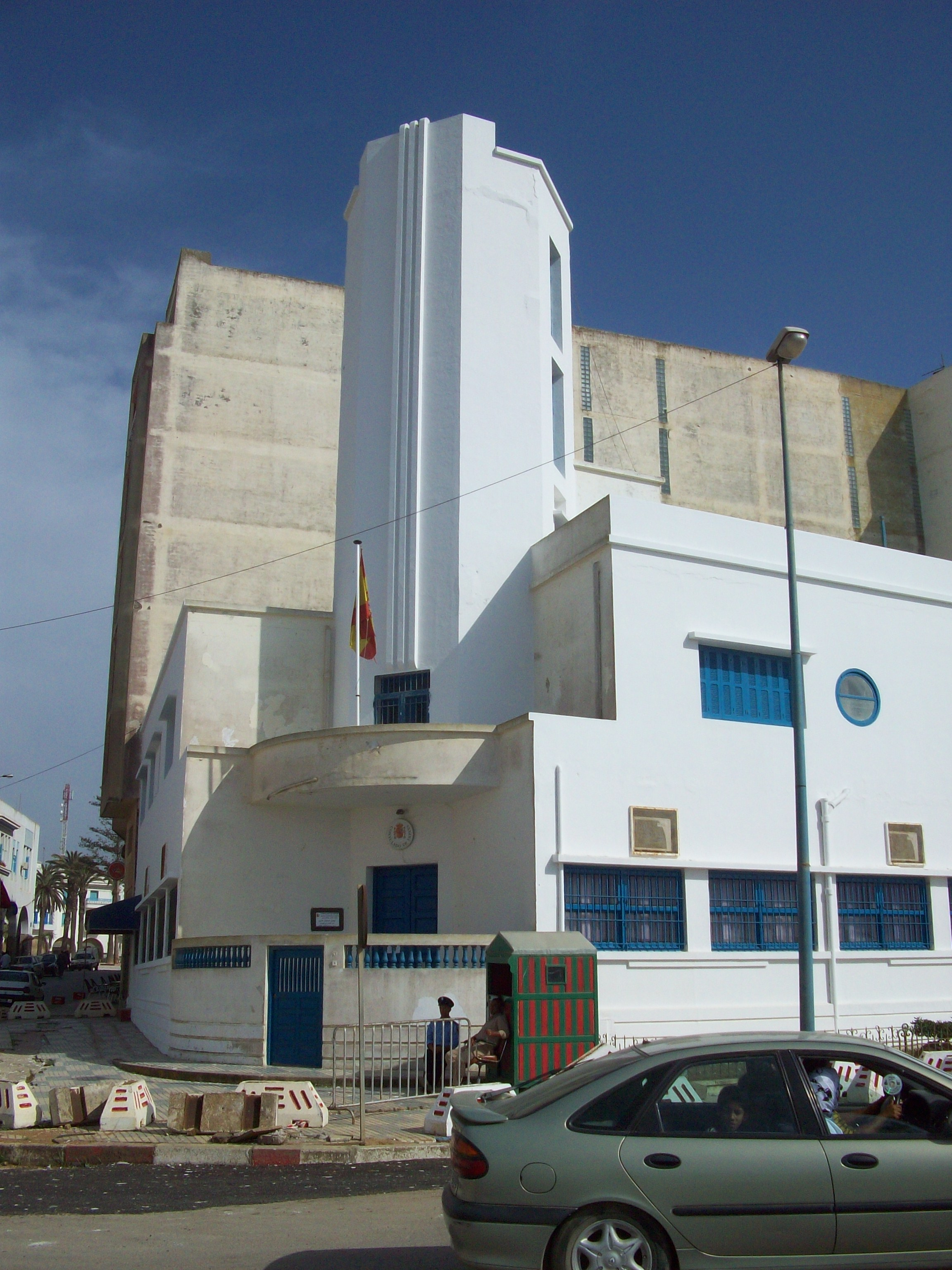
Consulat général d'Espagne à Larache.

L'Espagne dispose d'un réseau diplomatique étendu au Maroc qui se compose des représentations suivantes :
- L'ambassade d'Espagne à Rabat, adossé à un consulat général
- Le consulat de Casablanca
- Le consulat de Larache
- Le consulat de Tanger
- Le consulat de Tétouan
- Le consulat de Nador
- Le consulat d'Agadir
- Le consulat honoraire de Marrakech
- Le consulat honoraire de Fès
- Le consulat honoraire d'Essaouira

### Réseau diplomatique marocain en Espagne

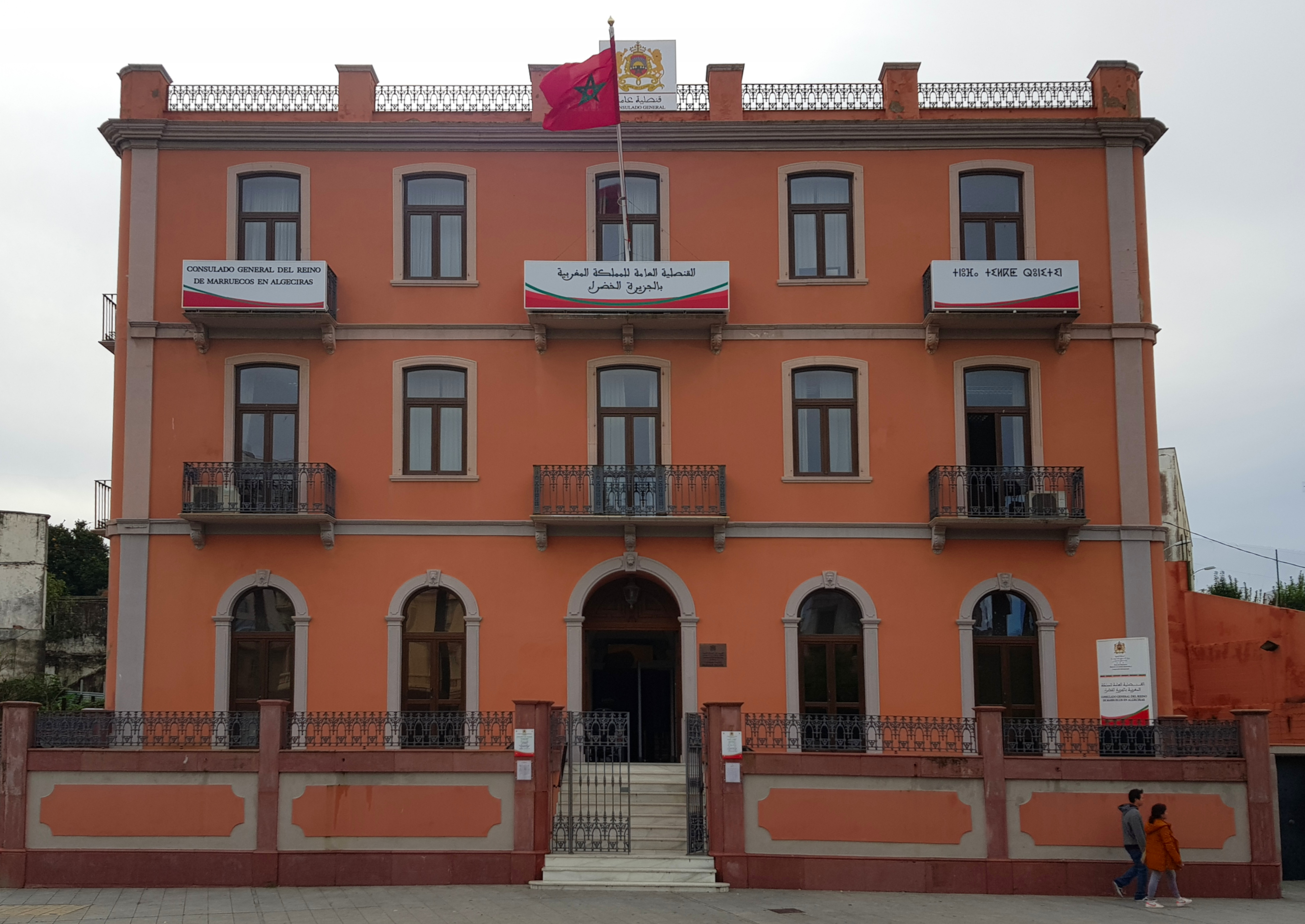
Consulat général du Maroc à Algésiras.

De son côté, le Maroc dispose également d'un vaste réseau consulaire en Espagne, le Maroc comptant une importante diaspora dans le pays. Il se compose des représentations diplomatiques suivantes :
- L'ambassade du Maroc en Madric, adossé à un consulat général ;
- Le consulat d'Algesiras ;
- Le consulat d'Almeria ;
- Le consulat de Barcelone ;
- Le consulat de Bilbao ;
- Le consulat de Gérone ;
- Le consulat de Las Palmas ;
- Le consulat de Palma de Majorque ;

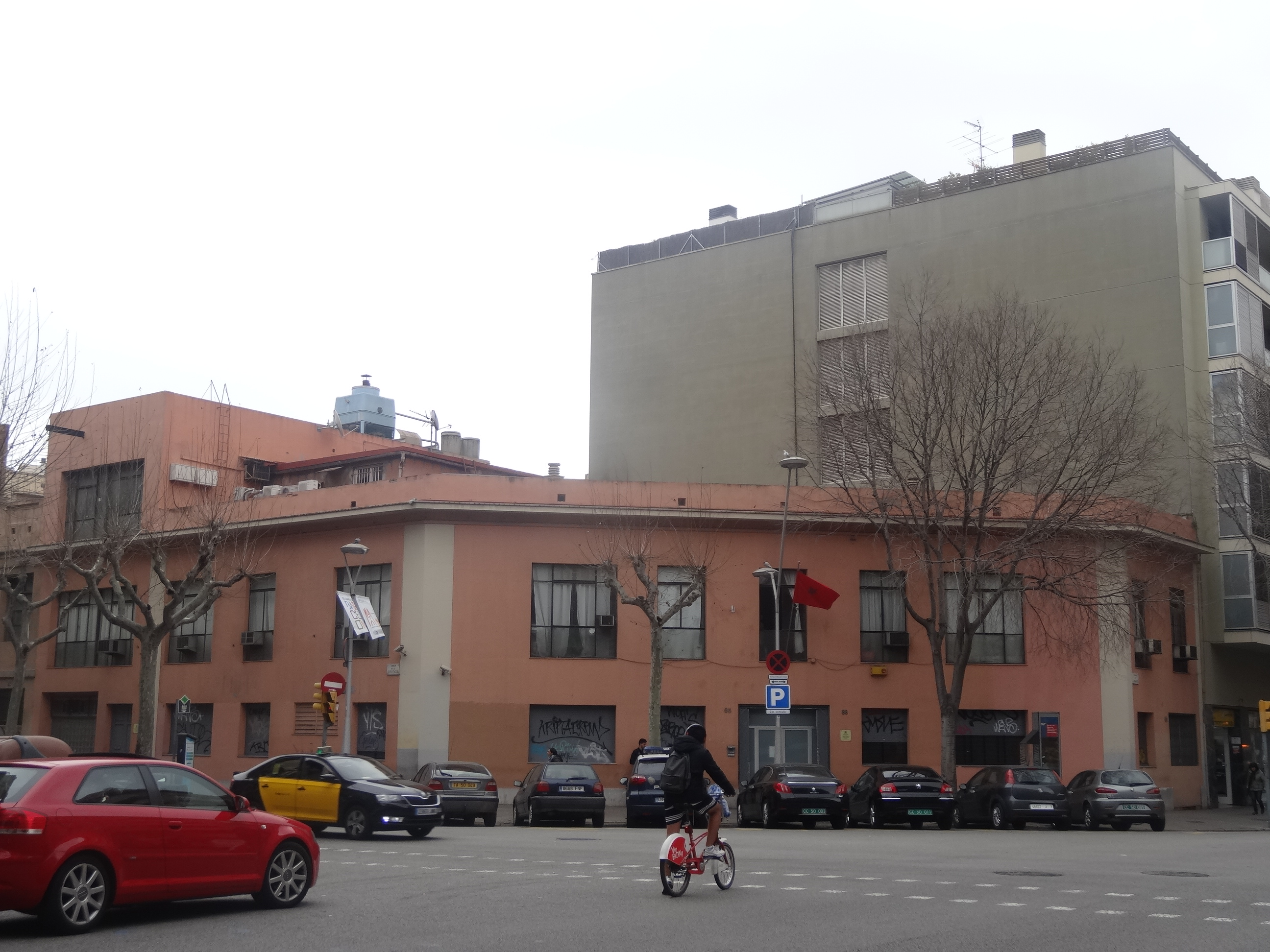
Consulat général du Maroc à Barcelone.

- Le consulat de Murcie ;

- Le consulat de Séville ;
- Le consulat de Tarragone ;
- Le consulat de Valence.

### la relation economique
Au premier trimestre 2025, les importations espagnoles de fruits et légumes frais en provenance du Maroc ont enregistré une hausse de 24 % en volume et de 23 % en valeur par rapport à la même période en 2024, atteignant plus de 188 000 tonnes pour un montant total de 481 millions d’euros. La tomate marocaine constitue le principal produit importé, suivie des poivrons et des haricots verts. Cette progression s’inscrit dans une tendance plus large observée à l’échelle de l’Union européenne, où les importations de produits agricoles marocains ont augmenté de 14 % sur la même période. Cette croissance suscite des inquiétudes parmi les agriculteurs espagnols, qui dénoncent une concurrence jugée déloyale, notamment en raison de différences réglementaires entre les pays membres de l’UE et les pays tiers, ainsi que de mécanismes de protection jugés obsolètes par la Fédération espagnole des producteurs exportateurs de fruits et légumes (FEPEX).

## la coopération sécuritaire
En vertu de la consolidation des relations bilatérale dans le domaine de sécurité, Le directeur général du pôle DGSN-DGST, Abdellatif Hammouchi a reçu le 23 Avril 2025 à Rabat, le général de brigade Luis Pelaez Piñeiro, responsable du renseignement à la garde civile espagnole, en vue de s’entretenir sur maintes sujets d’intérêts communs, notamment la concertation et la coordination  des efforts,  pour faire face aux menaces relatives au terrorisme et la criminalité transnationale organisée, ainsi que celles liées à l’organisation conjointe de la coupe du monde de football 2030,,,.

## solidarité humanitaire
•	Dans le cadre de renforcement des liens de coopération et de solidarité entre les deux pays, le Maroc a apporté une aide importante à l’Espagne suite aux inondations qui ont touché la région de Valence en octobre 2024.
Cette aide a compris 24 camions autopompes aspirants et 70 sauveteurs de la protection civile, qui ont intervenu dans les communes les plus touchées pour aider les habitants à surmonter cette épreuve et redonner vie à leur territoire,,. 